# Trenčiansky kraj
Trenčiansky kraj jedna od administrativnih regija (pokrajina) Slovačke. Pokrajina se sastoji od 9 okruga, a središte je grad Trenčín. Pokrajina se prostire na 4.501 km² i ima 609.828 stanovnika (2003.). 

## Stanovništvo
| Godina:     | 1994.   | 2004.   | 2014.   | 2024.   |
| ----------- | ------- | ------- | ------- | ------- |
| Broj ljudi: | 608 990 | 601 392 | 591 233 | 565 572 |
| Razlika:    |         | −1,24 % | −1,68 % | −4,34 % |

| Godina:     | 2023.   | 2024.   |
| ----------- | ------- | ------- |
| Broj ljudi: | 568 102 | 565 572 |
| Razlika:    |         | −0,44 % |

## Popis okruga (slovački: okres)
- Okrug Bánovce nad Bebravou
- Okrug Ilava
- Okrug Myjava
- Okrug Nové Mesto nad Váhom
- Okrug Partizánske
- Okrug Považská Bystrica
- Okrug Prievidza
- Okrug Púchov
- Okrug Trenčín

1. ↑  Hustota obyvateľstva - obce [om7015rr_obc=AREAS_SK, v_om7015rr_ukaz=Rozloha (Štvorcový meter)]. Statistical Office of the Slovak Republic. 31. ožujka 2025. Pristupljeno 31. ožujka 2025.
2. ↑  Počet obyvateľov podľa pohlavia - obce (ročne) [om7102rr_obce=AREAS_SK]. Statistical Office of the Slovak Republic. 31. ožujka 2025. Pristupljeno 31. ožujka 2025.
3. 1 2  Počet obyvateľov podľa pohlavia - obce (ročne) [om7102rr_obce=AREAS_SK]. Statistical Office of the Slovak Republic. 31. ožujka 2025. Pristupljeno 31. ožujka 2025.